# Новопавлівка (Новодонецька селищна громада)
Новопа́влівка — село Новодонецької селищної громади Краматорського району Донецької області, України. Населення становить 81 осіб.

## Населення

### Мова
Розподіл населення за рідною мовою за даними перепису 2001 року:
| Мова       | Кількість | Відсоток |
| ---------- | --------- | -------- |
| українська | 72        | 88.89%   |
| російська  | 5         | 6.17%    |
| вірменська | 4         | 4.94%    |
| Усього     | 81        | 100%     |